# Vilt Tibor
Vilt Tibor (Budapest, 1905. december 15. – Budapest, 1983. augusztus 5.) Kossuth- és Munkácsy Mihály-díjas magyar szobrász, kiváló művész. A két világháború közt a római iskola jeles képviselője volt.

## Életpályája
1922–1926 között az Iparművészeti, majd a Képzőművészeti Főiskola hallgatója volt. Mesterei: Mátrai Lajos és Kisfaludi Strobl Zsigmond voltak. 1926-ban mintázta meg első jelentős alkotását, önarcképét. 1927-ben meghívták Új Művészek Egyesülete tagnak és két művével a KÚT(Képzőművészek Új Társasága) kiállításán is szerepelt. Ebben az időben főleg portrékat készített, 1928-30-ban Ernst Lajos ösztöndíjával Rómában tanult. 1925-ben már kiállított.

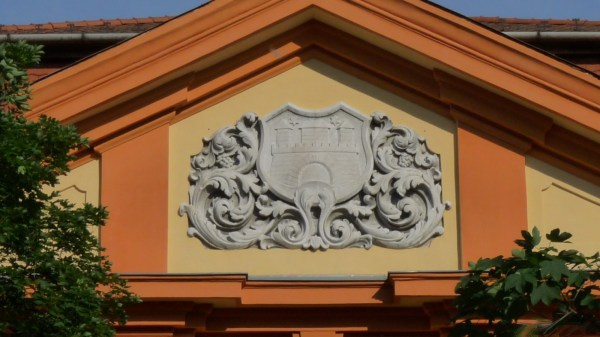
Vilt Tibor: Komárom városcímere (1929)

1935-ben feleségül vette Schaár Erzsébetet. 1935-ben Barcsay Jenővel az Ernst Múzeumban, 1938-ban Kmetty Jánossal, majd 1965-ben a székesfehérvári István Király Múzeumban mutatta be műveit. 1945-ben rész vett az Európai Iskola munkájában is. Indulásakor zárt, feszes formavilágban alakította ki műveit, például Önarckép (1926. Neoklasszikus művei a budapesti Pasaréti-téri templom homlokzatát és a győri nádorvárosi templomot díszítik. A háborús években művei tragikus hangsúlyt kaptak, például Magány (1944), Gyermekfej a háború után (1946). Egyre expresszívebb, nagy feszültségű műveket alkotott. Figura székkel (1944-45), Kentaur (1956), Szorongás, Fej (1957).
1956-os forradalmi működéséért internálták. Az 1960-as években egyike lett a modern magyar szobrászat megújítóinak, s példaképe a fiatal művésznemzedéknek. Bár Vilt egyike volt a „római” ösztöndíjasoknak, az ún. „Római Iskolának” sohasem lett elkötelezettje. A Tiszalöki vízerőműhöz monumentális, futó figurát készített. Az absztrakt megfogalmazásban tiszta formákra törekedett, Kategóriák (1966). Üveg térkonstrukciók (196?). 1966-ban Párizsban, 1967-ben Bécsben állított ki. Az évtized végén – részben Schaár Erzsébet hatására – új anyagként az üveg felhasználásával is kísérletezett (Három forma, 1970). A 70-es évek a kiteljesedés időszaka volt munkásságának. Ekkorra már egyértelműen elismert művész. 1973-ban a budapesti II. Kisplasztikai Biennálén szinte egész korábbi életműve összefoglalójának szánta a Változatok I-V. sorozatot, mellyel díjat is nyert. Utolsó éveiben ismét újított: műterméből a posztmodern eklektikus formanyelvén beszélő, világvégi hangulatot árasztó szobrok sora került ki (Emberevő, 1982; Sovány kurva, 1982). Utolsó kiállítása 1982-ben a Fészek Művészklubban volt.
Sírja a Farkasréti temető 25 parcellájának 9-15 sírhelyen található. (Gulyás Gyula szobrászművész alkotása.)

## Díjak, kitüntetések
- Római Akadémia ösztöndíjasa (1928-30)
- Munkácsy Mihály-díj (1965)
- Érdemes művész (1970)
- Kiváló művész (1978)
- Kossuth-díj (1980)

## Művei[5]

### Köztéri munkái
| - 1928. Krisztus, szentek szobrai Győr, Gyárvárosi templom, (1944-ben elpusztult) - 1932. domborművek (mészkő, Balatonboglár, római katolikus templom) - 1934. Szent Ferenc és Szent Antal (mészkő, (Budapest, Pasarét, Szent Antal-templom) - 1935. Jedlik Ányos (terrakotta, Budapest, Irgalmasok Kórháza) - 1937. Remete Szt. Pál (Gellérthegy, elveszett) - 1939. Angyalok (mészkő, Budapest, XI. ker., Tűzoltóság) - 1940. Szent Mihály (festett fa, Budapest, Albertfalva, Szent Mihály-templom) - 1940. Deér Endre-síremlék (Budapest, Kerepesi temető) - 1943. Hunyady Sándor-síremlék (Budapest, Kerepesi temető) - 1949. Rendelőintézet domborművek (Debrecen, Bethlen utca 11) - 1951. Szoborcsoport (bronz, (Budapest, a Honvédelmi Minisztérium homlokzatán, elbontották) - 1954. Leonardo da Vinci (mészkő, ólom domborműves emléktábla, Budapest, VIII. ker., Leonardo da Vinci u.) - 1955-1958. Az áram (bronz, Tiszalök) - 1958. Lány körzővel (kő dombormű, Miskolc, Nehézipari Műszaki Egyetem) - 1958. Apáczai Csere János-emlékjel (fémdombormű, Budapest, V. Apáczai Csere János utca 1 épület homlokzatán). - 1961. Eötvös József-szobor (Ercsi) (bronz) - 1963. Térplasztika (hegesztett vas, Budapest, XI. ker., MÁVAUT-pályaudvar) - 1964. dombormű (mészkő, Budapest, XIII. ker. Váci út, Iparitanuló Iskola) - 1965. dombormű (alumínium, Salgótarján, Hotel Karancs) - 1965. Szovjet hősi emlékmű (mészkő, Budapest-Pesterzsébet, 1992-ben áthelyezve Rákoskeresztúri köztemetőbe) - 1965. dombormű (mészkő, Budapest, X. ker., Kőrösi Csoma Sándor úti lakótelep) - 1966. dombormű (fémlemez, Budapest, V. ker., Apáczai Csere János u.) - 1966. Szőnyi István (bronz portré, Zebegény, sorsa ismeretlen) - 1966. Madách Imre (bronz, Budapest, VII. ker., Madách I. Gimnázium) - 1967. Prometheus (bronz, kő, Pécs, Orvostudományi Egyetem) - 1967. Széchenyi (bronz, Budapest, V. ker., Országos Vízügyi Főig. Kollégiuma) - 1968. Olvasó pár (bronz, Komárom, Jókai Gimnázium) - 1971. Háromfigurás kompozíció (bronz, Budapest, Csepeli Strandfürdő) - 1971. Atlasz (bronz, 1971 Budapest, Térképészeti Székház) - 1972. Vasszobor (vaslemez, Miskolc, Nehézipari Műszaki Egyetem) | - 1972. Kelemen László (mészkő, Budapest, OSZMI) - 1972. Csokonai (bronz, Sárospatak, Rákóczi Gimnázium) - 1972. Dózsa György emléksztélé (műanyag, Siklós) - 1973. Madách Imre szobor (bronz, Margitsziget) - 1974. Balatoni Sellők (kő, Siófok, Rózsakert) - 1974. Térplasztika (poliészter, Budapest, SOTE Szemészeti Klinika) - 1975. Csanády György dr. (alumínium, Győr, Közlekedési és Távközlési Műszaki Főiskola) - 1975. Munkácsy Mihály (bronz, Békéscsaba) - 1975. Hasított hasáb (fémlemez, Szeged, CSOMITERV) - 1975. Lenin (alumínium, Székesfehérvár, Könnyűfémmű) - 1976. Pécsi József (kő, alumínium domborműves emléktábla, Budapest, V. ker., Dorottya u.) - 1976. Lenin (bronz, Hajdúböszörmény, 1990 után lebontva) - 1977. Ülő fiúk (bronz, Szombathely, Elme- és Idegkórház) - 1977. Szikratávíró (kő, beton, acél, Budapest, Csepel, 1990 után kereskedelmi hasznosításra átadva) - 1977. Kaesz Gyula (hársfa, Budapest, 18. sz. Szakmunkásképző Intézet) - 1977. Gulyás Pál szobra (bronz, Budapest, Margitsziget) - 1977. Szerb Antal (bronz, Budapest, XVI. ker., Szerb Antal Gimnázium) - 1978. Doktor Sándor szobra (bronz, Pécs-szeméttelep) - 1978. Gagarin (bronz, Baja, Magyar-Szovjet Barátsági Emlékpark) - 1979. Emlékműterv (acéllemez, Dunaújváros, Szoborpark) - 1979. Henrich Heine szobra(homokkő, Somberek) - 1979. Szikratávíró emlékmű (acél, gránit, Csepel) - 1980. Állvány és szobor (fa, Nagyatád, Szoborpark) - 1980. Kígyós nő (bronz, Budapest, Dél-pesti Kórház) - 1980. Emlékplasztika (mészkő, krómacél, Albertirsa, Transzformátorállomás) - 1981. Schafarzik Ferenc (bronz portré, Budapesti Műszaki Egyetem) - 1981. Mihailich Győző (bronz mellszobor, Budapesti Műszaki Egyetem) - 1983. Időgép (beton, acél, Budapest, XI. Őrmező) - 1983..Álló női figura (haraszti mészkő, Siófok) - 1986. Bányász-emlékmű (vaslemez, Tatabánya, Bányász Skanzen). |

### Néhány kisplasztikája[6]
| - 1926. Önarckép. (fa, 40 cm magas. Magángyüjtemény). - 1942. Mednyánszky László. (Ólom, 37 cm magas. MNG). - 1943. Krucifix. (ezüstözött vörösréz. Magántulajdon). - 1944. Magány. (bronz, 44x37,5 cm. Magántulajdon). - 1946. Gyermekfej. (bronz, életnagyság. Magántulajdon). - 1948. Férfifej. (bronz, 34 cm. magas. Janus Pannonius Múzeum, Pécs). | - 1949. Rácsok (vörösréz, galvánplasztika 35x28 cm. Magántulajdon). - 1949. Fej. (bronz, 3/4 életnagyság. Magántulajdon). - 1950. Bohóc virággal. (bronz 28 cm. magas. Magántulajdon). - 1950. Kötéltáncos. (bronz, 33x24 cm. Magántulajdon). - 1952. Közöny. (bronz, 35 cm magas. Magántulajdon). |

### Egyéni kiállításai
| - 1929. Tamás Galéria, Budapest (Kmetty Jánossa)) - 1936. Ernst Múzeum, Budapest (Barcsay Jenővel) - 1965. Szent István Király Múzeum, Székesfehérvár (kat.) - 1966. Párizs (Domanovszky Endrével) - 1967. Collegium Hungaricum, Bécs (Kondor Bélával, Gádor Istvánnal) - 1968. XXXIV. velencei biennále, Velence - 1970. Műcsarnok, Budapest, Miskolci Galéria, Miskolc, Egyetemi Galéria, Debrecen - 1974. Petőfi Irodalmi Múzeum, Budapest [Gulyás Gyulával), Tihanyi Múzeum, Tihany(kat.) | - 1975. Dorottya u. Galéria, Budapest (Gulyás Gyulával, Kass Jánossal) - 1977. Wilhelm Lehmbruck Museum(Schaár Erzsébettel), Duisburg • Szent István Király Múzeum([Schaár Erzsébettel), Székesfehérvár, Nagy Balogh J. Kiállító terem - 1978. Magyar Nemzeti Galéria, Budapest-műhely - 1980. Celldömölk, Műcsarnok, Budapest - 1983. Miskolci Galéria, Miskolc - 1985. G. Zacheta, Varsó - 1986. Csók Képtár, Székesfehérvár (emlékkiállítás, kat.). |

### Válogatott csoportos kiállításai
| - 1927-től a Képzőművészek Új Társasága kiállításain, Budapest - 1946-1947. az Európai Iskola kiállításain, Budapest - 1948. A magyar képzőművészet újabb irányai, Nemzeti Szalon, Budapest, Közösségi művészet felé, Régi Műcsarnok, Budapest - 1950-től valamennyi magyar képzőművészeti kiállításon - 1957. Tavaszi Tárlat, Műcsarnok, Budapest • Konstruktív törekvések. A huszadik század magyar művészete, Nemzeti Szalon, Budapest - 1966. Magyar szobrászat 1920-1945. A huszadik század magyar művészete, Csók Képtár, Székesfehérvár - 1967. Nemzetközi Szobrászati Biennálé, Middelheim (NL) - 1971. 100 Jahre Kunst in Ungarn, Museum am Ostwald, Dortmund | - 1973. Mai magyar szobrászat 1957-1972, Puskin Múzeum, Moszkva • Európai Iskola. A huszadik század magyar művészete, Csók Képtár, Székesfehérvár • II. Nemzetközi Kisplasztikai Biennálé, Műcsarnok, Budapest - 1977. Magyar művészet 1945-49. A huszadik század magyar művészete, Csók Képtár, Székesfehérvár - 1978. Magyar szobrászat, Műcsarnok, Budapest - 1980. Tendenciák 1970-1980. Új művészet 1970-ben, Óbuda Galéria, Budapest - 1983. A kibontakozás évei 1960 körül. A huszadik század magyar művészete, Csók Képtár, Székesfehérvár - 1984. Az (ismeretlen) Európai Iskola, Budapest Galéria, Budapest - 1993. Mi, "kelet-franciák". Magyar művészet 1981-89. A huszadik század magyar művészete, Csók Képtár, Székesfehérvár. |

### Művei közgyüjteményekben
- Fővárosi Képtár, Budapest
- Szent István Király Múzeum, Székesfehérvár
- Janus Pannonius Múzeum, Pécs
- Magyar Nemzeti Galéria, Budapest
- Wilhelm Lehmbruck Museum, Duisburg.

### Képgaléria

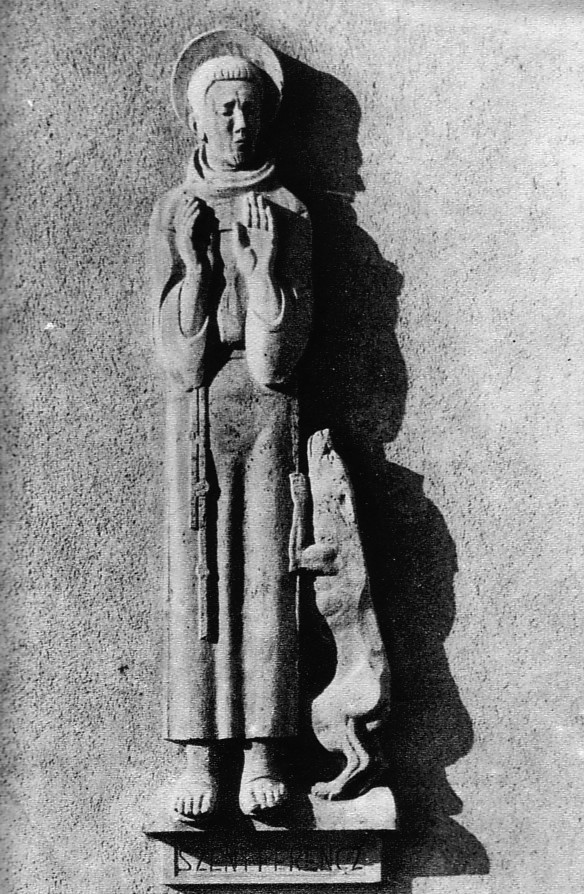
Szent Ferenc szobra a pasaréti templom falán, 1934
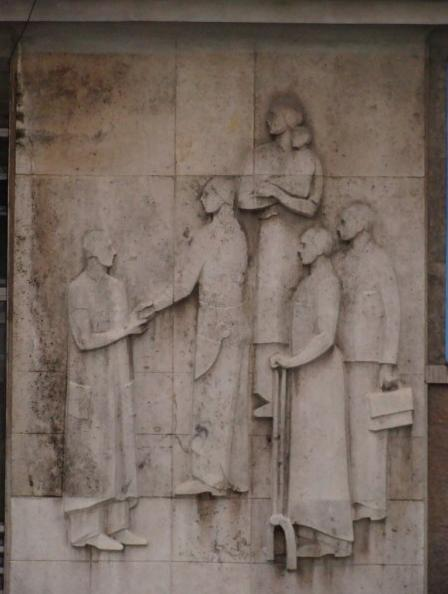
Debreceni Rendelőintézet domborműve 1949
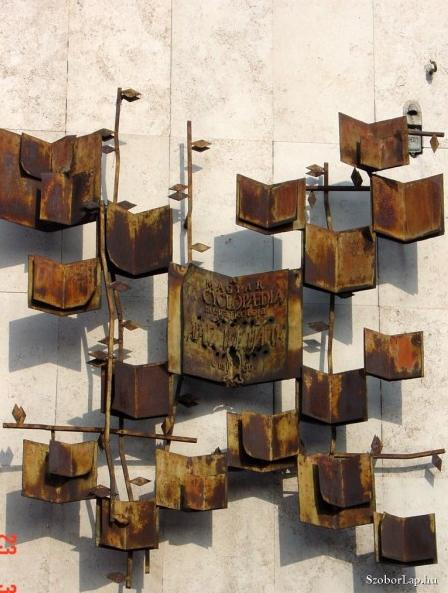
Apáczai Csere János-emlékjel, Budapest, Apáczai Csere János u. 1., 1961
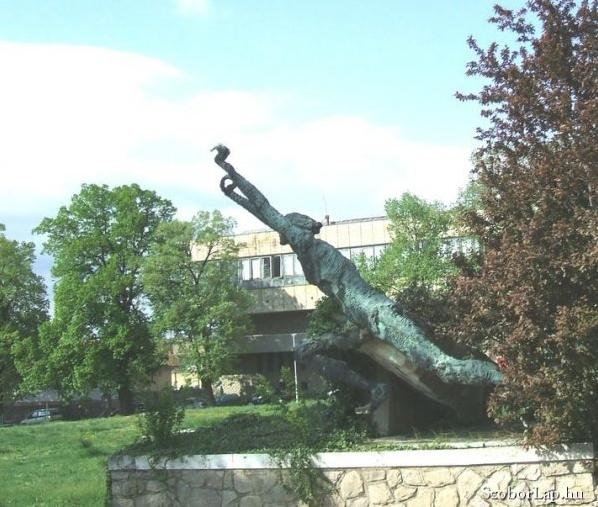
Prometheusz-szobor, Pécs, 1967
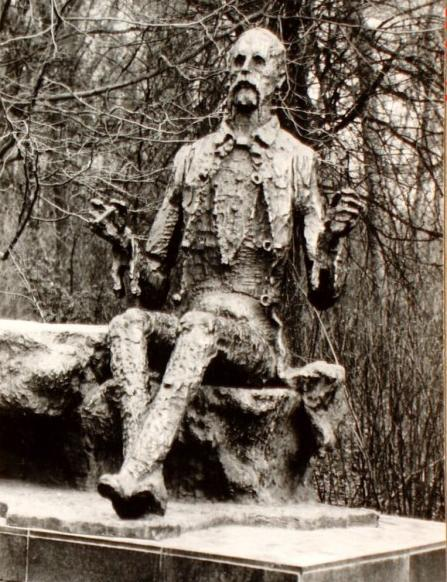
Margit sziget Madách Imre szobor 1973
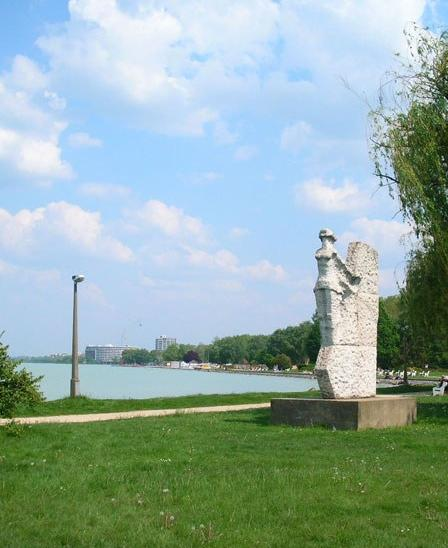
Balatoni sellő, Siófok-Rózsakert, 1974
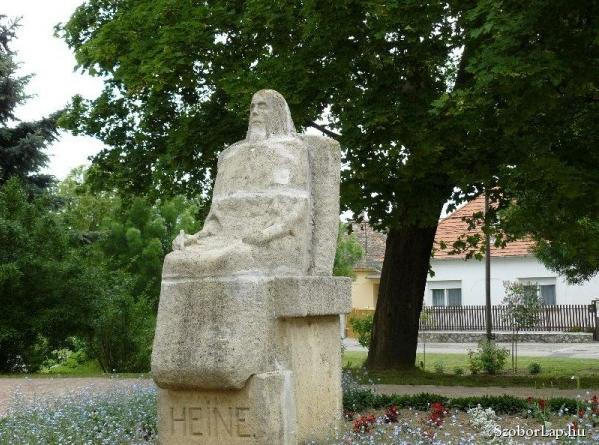
Heinrich Heine szobra, Somberek, 1979
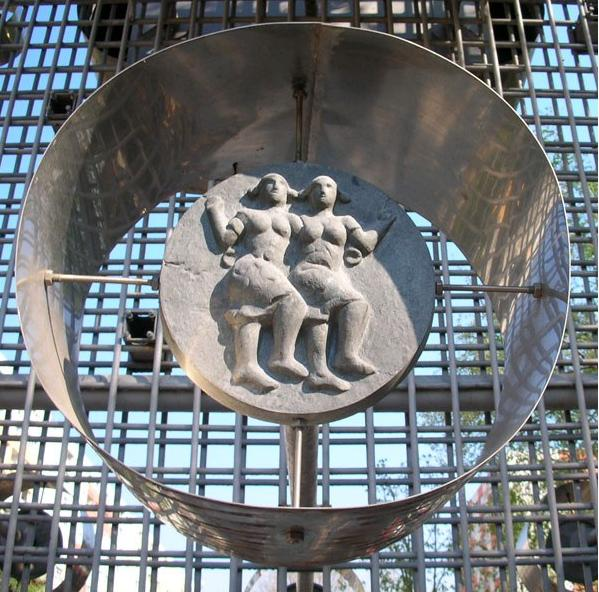
Időgép Budapest XI. kerületében. 1983

## Külső hivatkozások

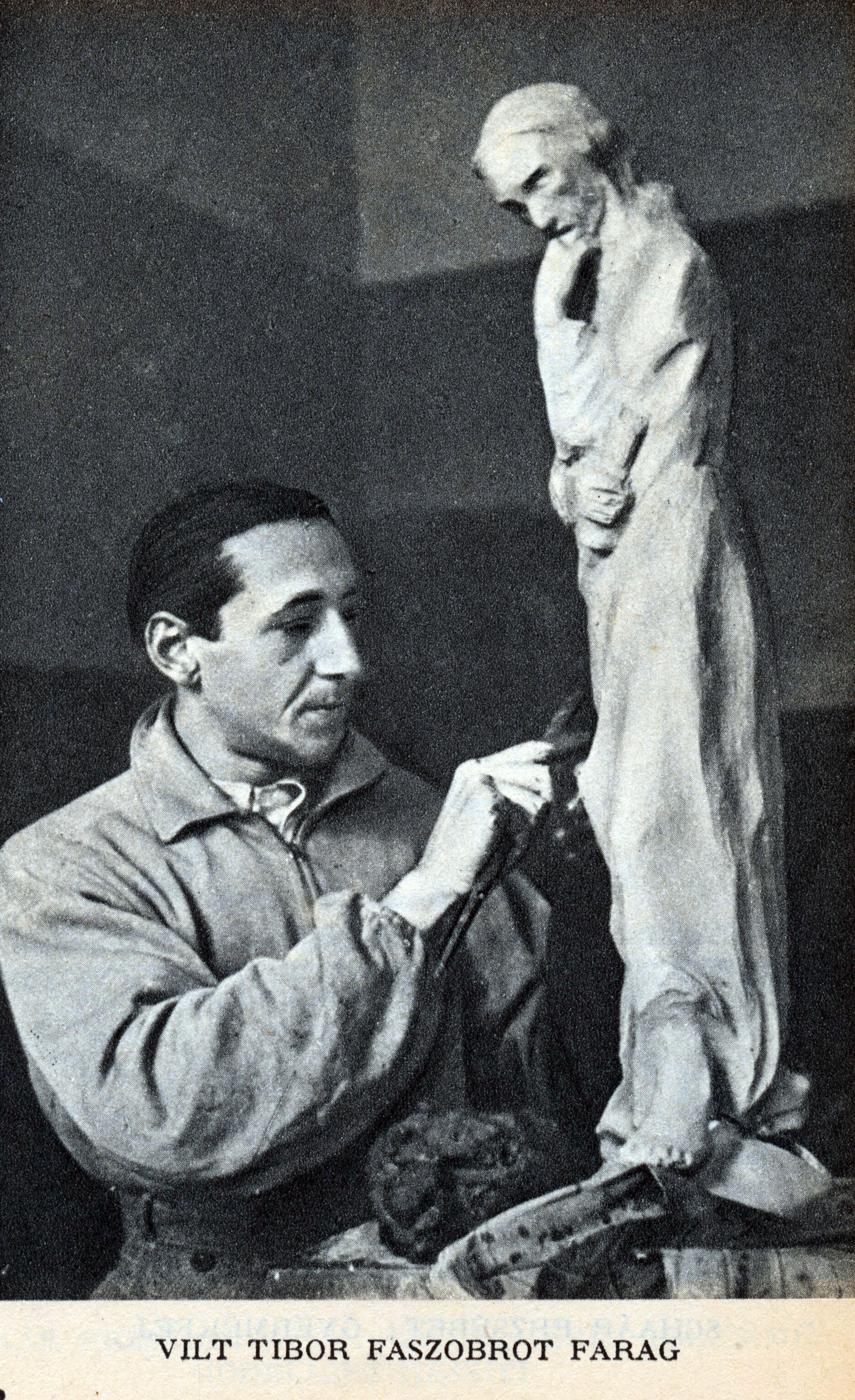
Vilt Tibor (1938)

- Oltványi-Átringer I.: Vilt Tibor szobrai, Magyar Művészet, 1938
- Pátzay P.: Vilt Tibor szobrai, Tér és Forma, 1943/9.
- Rabinovszky M.: Beck András és Vilt Tibor, Miroir, 1948
- Kovalovszky M.: Vilt Tior (kat., szerk., Szent István Király Múzeum, Székesfehérvár, 1965)
- Haits G.: Műteremlátgatás Vilt Tibornál, Művészet, 1966/2.
- Frank J.: A XXXIV. velencei biennále magyar pavilonjának kiállítása, Budapest, 1969 J. Cassou-Kovács P., Vilt Tibor Budapest, 1972
- Néray K.: Előrelépések és visszacsatolások (kat., bev. tan., Tihanyi Múzeum, Tihany, 1974)
- Móser Zoltán: Vilt Tibor: Vilt Tibor életmű katalógus. – Tihany : Tihanyi Múzeum, 1974.
- Kerékgyártó I.: Megközelítések.Vilt Tibor monumentális szobrai, Művészet, 1977/10.
- Baranyi J.: Vilt Tibor portrék (kat., bev., Műcsarnok, 1980)
- Sík Cs.: Vilt Tibor Budapest, 1985
- Wilt P.: InterjúVit Tiborral (kat., bev. tan., Csók Képtár, Székesfehérvár, 1986)
- Kovács P.: A tegnap szobrai. Fejezetek a magyar szobrászat közelmúltjából, Szombathely, 1992
- Prohászka L.: Krisztus, szentek, angyalok. Vilt Tibor 1945 előtti egyházművészeti alkotásai, Magyar Műv. Fórum, 1999/3.